# جان گاسپارد لو مارشان
جان گاسپارد لو مارشان (انگلیسی: John Le Marchant؛ ۹ فوریه ۱۷۶۶ – ۲۲ ژوئیه ۱۸۱۲ (۴۶ ساله)) فرد نظامی اهل پادشاهی متحد بریتانیای کبیر و ایرلند بود.